# Beniaminio Mateinaqara
Beniaminio Mojito Mateinaqara (* 19. August 1987) ist ein fidschianischer Fußballtorhüter. Er steht derzeit beim fidschianischen Fußballverein Lautoka FC unter Vertrag.

## Karriere
Nachdem er zu Jahresbeginn 2015 vom Nadi FC zum papua-neuguineischen Fußballverein Hekari United FC gewechselt war, verließ er nach einem halben Jahr den Verein wieder und schloss sich dem fidschianischen Fußballverein Suva F.C. an.
In der fidschianischen Fußballnationalmannschaft wurde er von Trainer Juan Carlos Buzzetti zum ersten Mal am 26. August 2007 eingesetzt. Beim 16:0-Sieg gegen Tuvalu in der WM-Qualifikation debütierte er die gesamten 90 Minuten.